# Tempak
Tempak is een bestuurslaag in het regentschap Magelang van de provincie Midden-Java, Indonesië. Tempak telt 2597 inwoners (volkstelling 2010).